# Amaan Stadium
Le Amaan Stadium est un stade omnisports situé à Unguja, dans la ville de Zanzibar.
Avec une capacité de 15 000 places, c'est le stade où l'équipe nationale de Zanzibar accueille ses matchs.

## Histoire
Le Stade Amaan, également orthographié Amani, est un stade situé à Zanzibar, en Tanzanie. Il a été construit avec l'aide du gouvernement chinois et a été inauguré en 1970. C'était le premier projet de stade de la Chine en Afrique et a marqué le début de sa "diplomatie des stades" au fil des décennies. En 2010, le Stade Amaan a subi une rénovation importante, avec notamment l'ajout d'un nouveau toit pour la tribune principale, une nouvelle piste d'athlétisme et un tableau d'affichage. Ces travaux ont été réalisés avec le soutien de la Chine.  Le stade est également le lieu de célébration de l'anniversaire de la Journée de la Révolution au niveau national le 12 janvier. Le stade a encore connu des travaux de rénovation en 2023 pour un coût de 52 milliards de shillings tanzaniens. L'un des ses caractéristiques majeures est l'augmentation de sa capacité qui atteint les 15.000 places.

## Événements
Prévue initialement au Stade Benjamin Mkapa de Dar es Salam en Tanzanie, l’instance dirigeante du football africain (CAF) a déplacé le lieu de la finale, match retour, de la Coupe CAF 2025 qui opposait le RS Berkane au Simba SC à Zanzibar dans l'Amaan Stadium.
l'Amaan Stadium de Zanzibar fait partie des cinq stades désignés pour la co-organisation de l'Afrique de l’Est (Ouganda, Kenya et la Tanzanie) du 02 au 30 aout de la 8e édition du Championnat d’Afrique des Nations 2024 (CHAN). 